# Topolany (Olomouc)
Topolany jsou historická obec, nyní městská čtvrť a katastrální území na západě statutárního města Olomouce s necelými 400 obyvateli.

## Geografie
Topolany se rozprostírají v údolí sprašové vypoukliny zabírající prostor mezi řekou Moravou a říčkou Blatou, na soutoku Stousky a Křelovského potoka, který pramení na jižním úpatí Dílového vrchu západně od vesnice Křelov. Větší část vesnice leží v nadmořské výšce 240 metrů nad mořem. Od vlastního města jsou odděleny dálnicí D35. Půdorys Topolan je újezdního typu.

## Historie
Nejstarší podoba názvu vesnice z roku 1141 zněla Topolaz, od roku 1872 již vesnice používá nynější český název Topolany. Název obce vychází z množného čísla obyvatelskému jménu topolěné čili obyvatelé bydlící v topolí, u topolů. Topolany tedy vzaly svůj název od stromu topol, jako jiné vesnice v okolí, které mají svá jména podle jiných druhů stromů, například Olšany u Prostějova nebo Dubany.[zdroj?]
Různé části vsi v minulosti patřily různým vlastníkům, především klášteru Hradisko a olomoucké kapitule. V roce 1850 se Topolany staly samostatnou politickou obcí, tehdy zde žilo 388 obyvatel, především Čechů. Šlo o vesnici prakticky jen zemědělskou, zvláštností byla pouze dlouholetá výroba „olomouckých“ tvarůžků. Patřila pod farnost i četnickou stanici ve Hněvotíně, kam také chodily místní děti do školy, a to až do roku 1853, kdy si v Topolanech postavili školu vlastní. Působil zde osvětový spolek „Svatopluk“, tělocvičný Orel a později i Sokol. Roku 1956 zde bylo založeno JZD, nakonec začleněné do družstva ve Hněvotíně. K Olomouci byly Topolany připojeny 1. ledna 1975.
Nachází se zde řada zachovalých hanáckých gruntů, také kamenných křížů, soch a božích muk, nejvýznamnějšími památkami je ale kaple svatého Floriána z roku 1739 a především kaple Božského Srdce Páně, postavená v novorománském slohu a vysvěcená 15. srpna 1915. Známým rodákem byl Josef Vychodil (1845–1913), vydavatel Selských listů a poslanec.
| Rok      | 1869 | 1880 | 1890 | 1900 | 1910 | 1921 | 1930 |
| -------- | ---- | ---- | ---- | ---- | ---- | ---- | ---- |
| Obyvatel | 430  | 443  | 443  | 474  | 502  | 476  | 485  |
| Domů     | 64   | 69   | 71   | 73   | 71   | 83   | 89   |
| Rok      | 1950 | 1961 | 1970 | 1980 | 1991 | 2001 | 2011 |
| Obyvatel | 355  | 378  | 358  | 360  | 312  | 317  | 357  |
| Domů     | 89   | 89   | 87   | 84   | 90   | 99   | 118  |

1. ↑  Z toho 473 osob národnosti československé, 5 německé a 7 ostatních.[6]

## Doprava
Obcí prochází silnice II/448 a silnice 3. třídy směrem na Hněvotín.
Do městské části Olomouce zajíždí linka MHD č. 26. V zastávce Olomouc, Topolany, kříž (vedle kaple Božského Srdce Páně, na silnici II/448) zastavují příměstské autobusy dopravce Arriva Morava, a.s., a dopravce Vojtila Trans s.r.o. Okrajově jsou obsluhovány dvě zastávky přímo v obci dopravcem Vojtila Trans s.r.o. a Arriva Morava, a.s. (Olomouc, Topolany, Bílkova) a resp. zastávka MHD Olomouc, Topolany (pouze Vojtila Trans s.r.o.).

## Fotogalerie

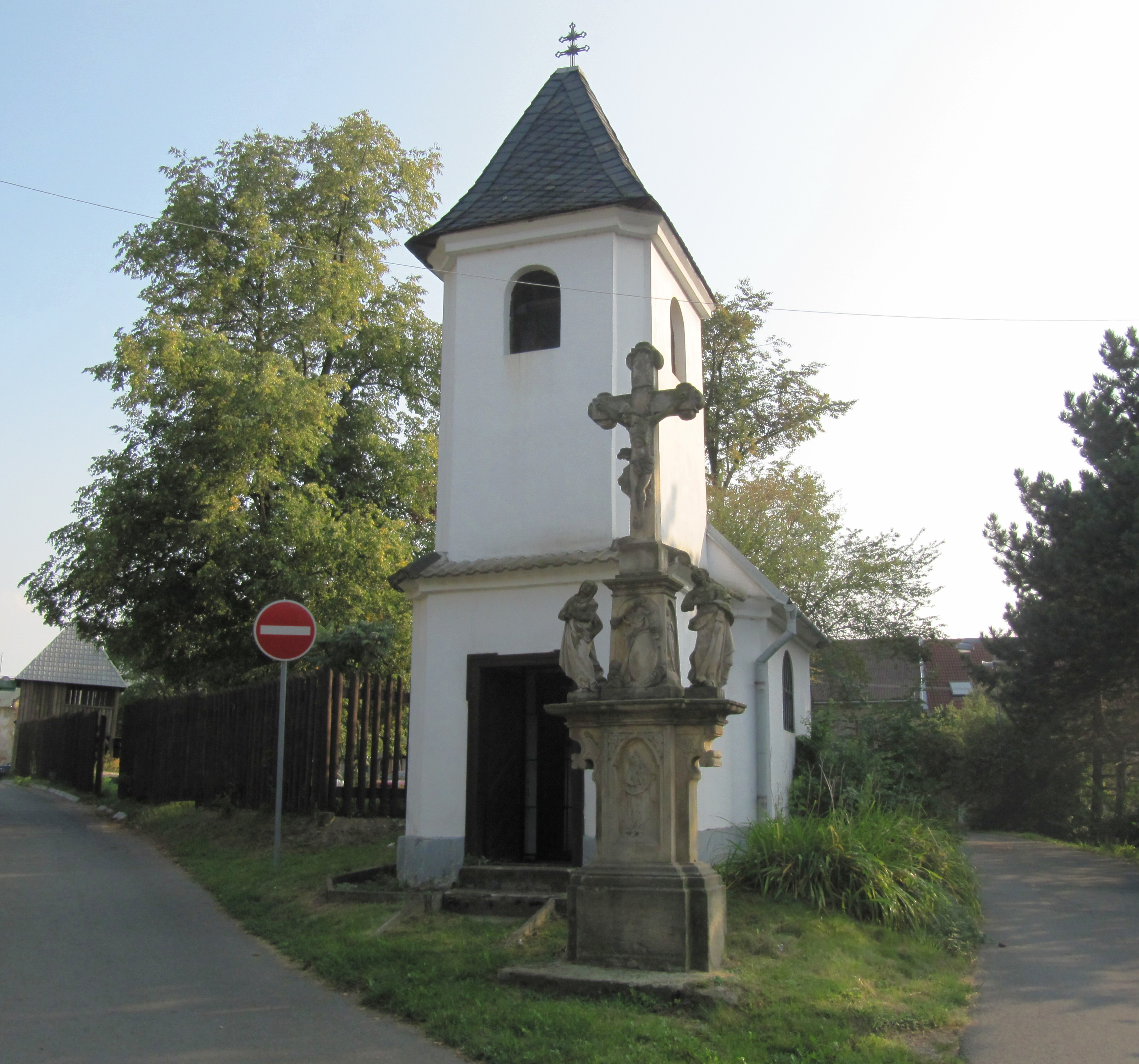
Kaple svatého Floriána s křížem
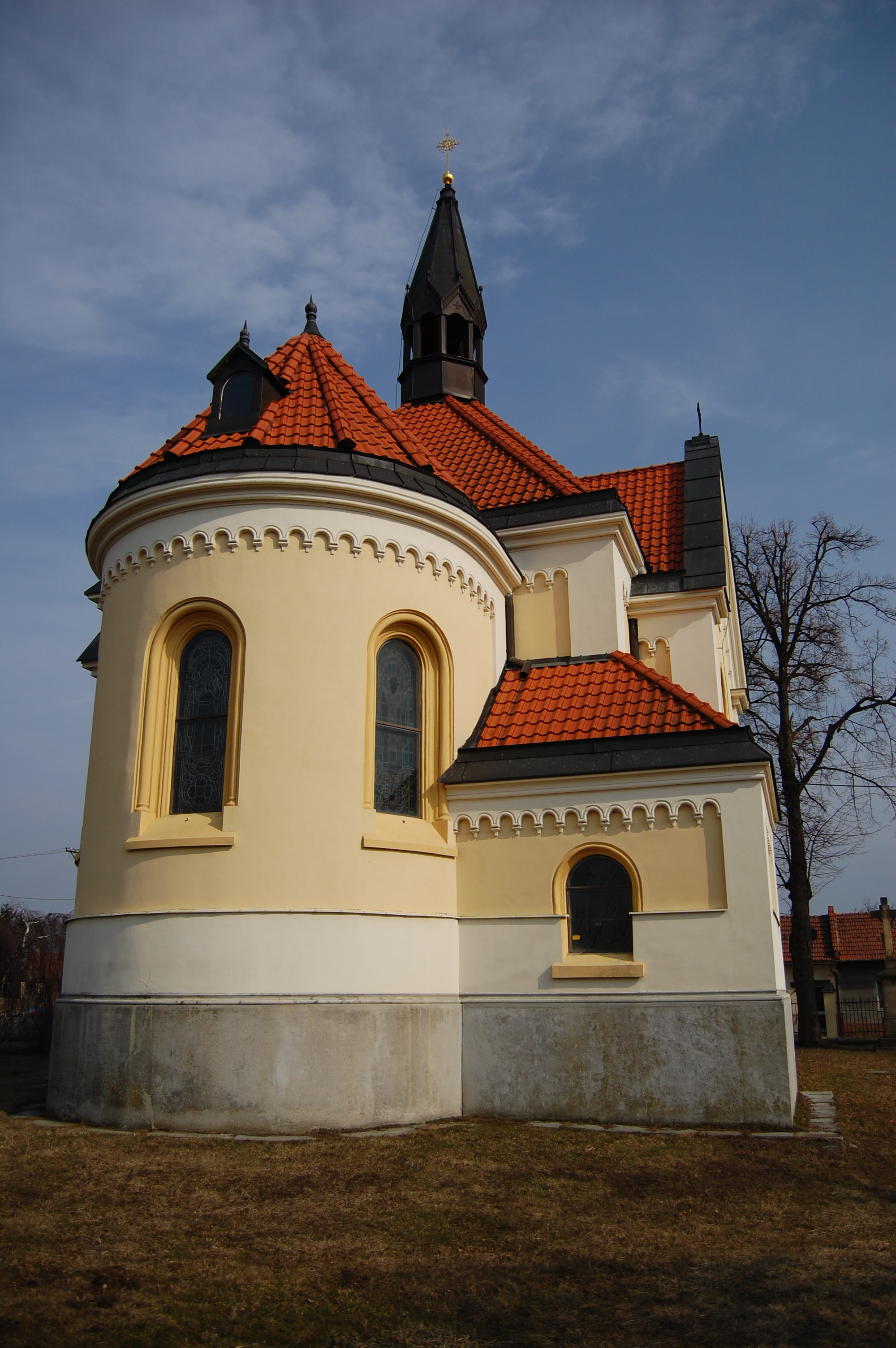
Kaple Božského Srdce Páně
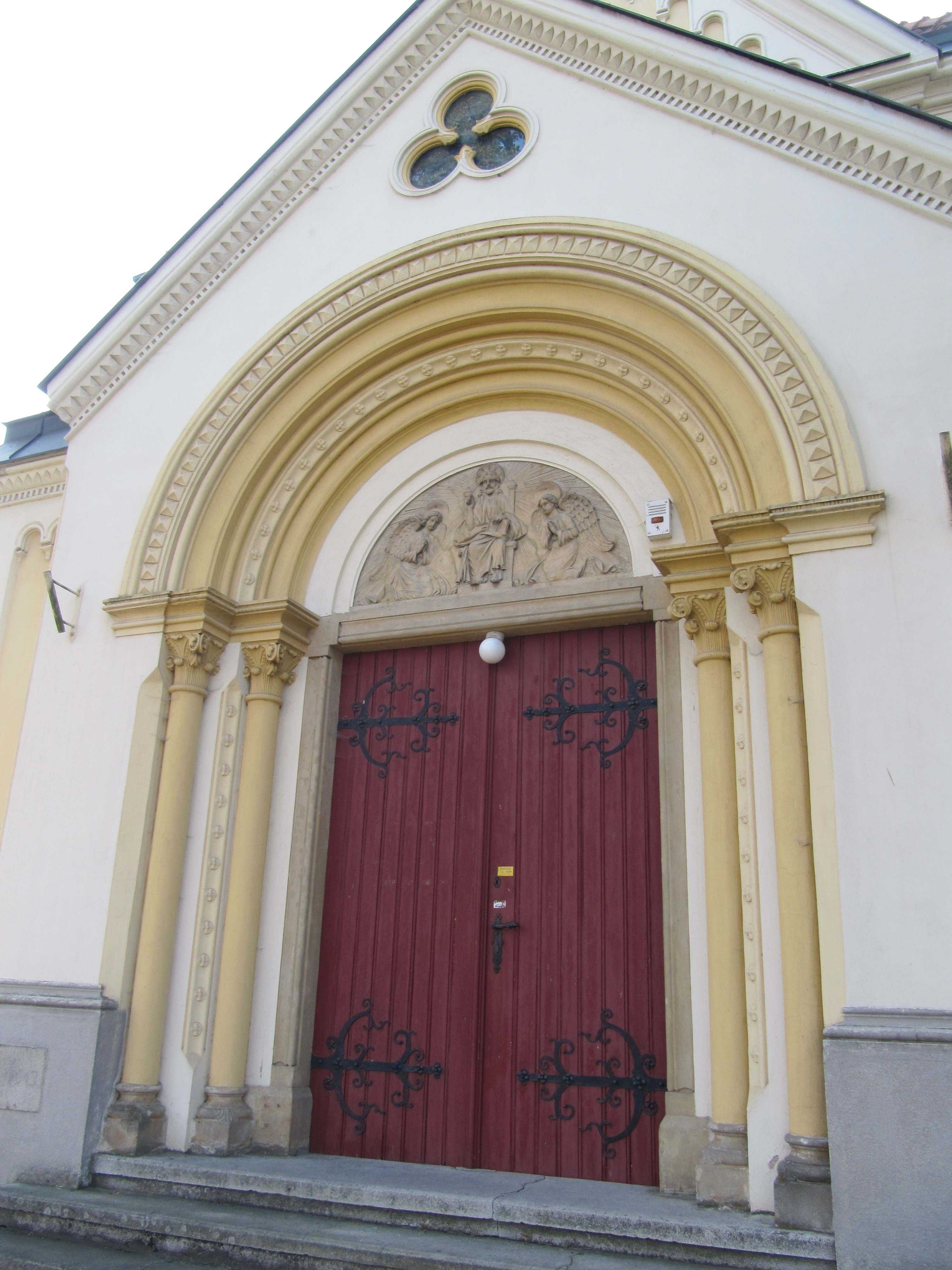
Portál kaple Božského Srdce Páně
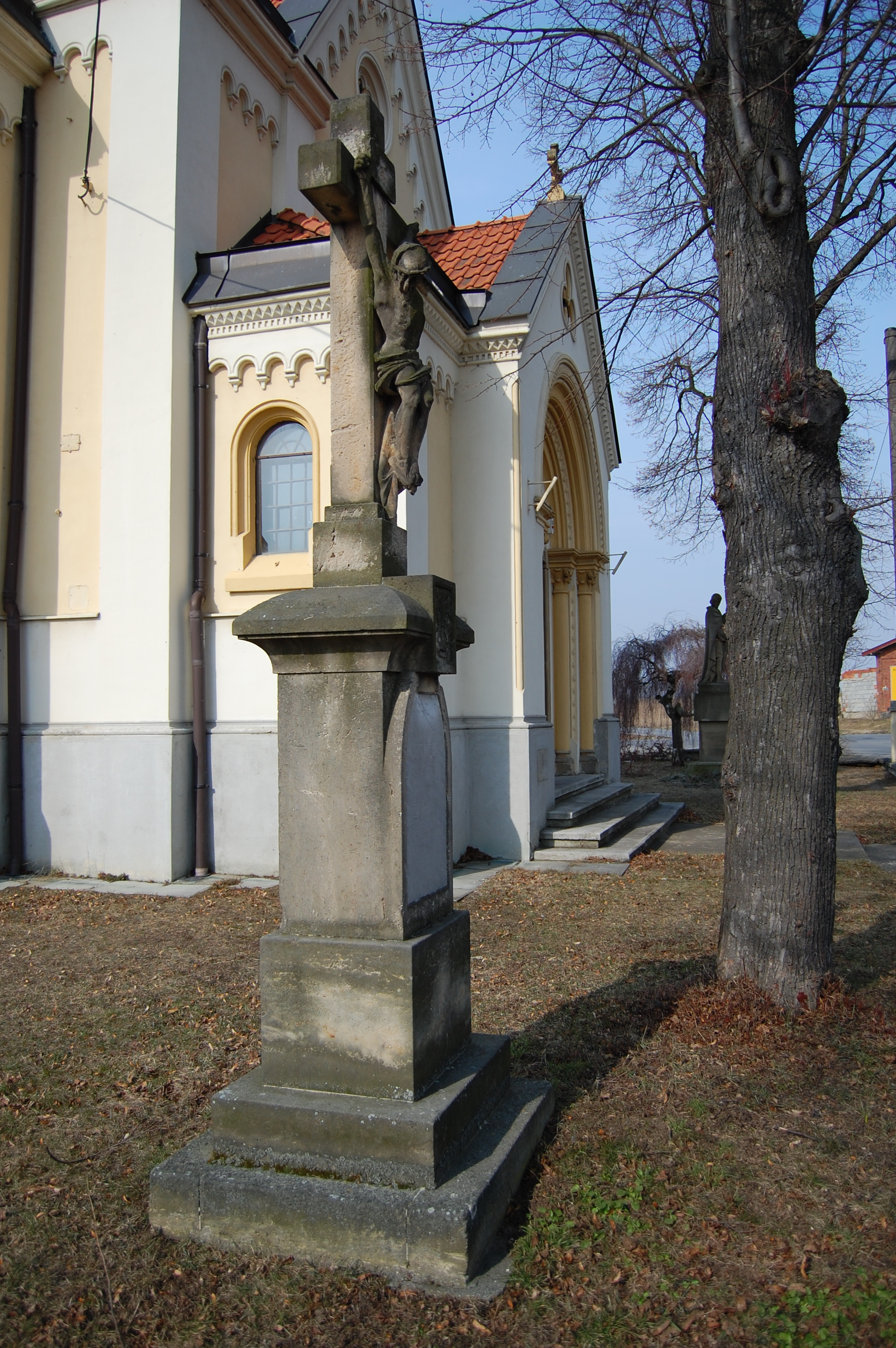
Kříž před kaplí Nejsvětějšího Srdce Páně
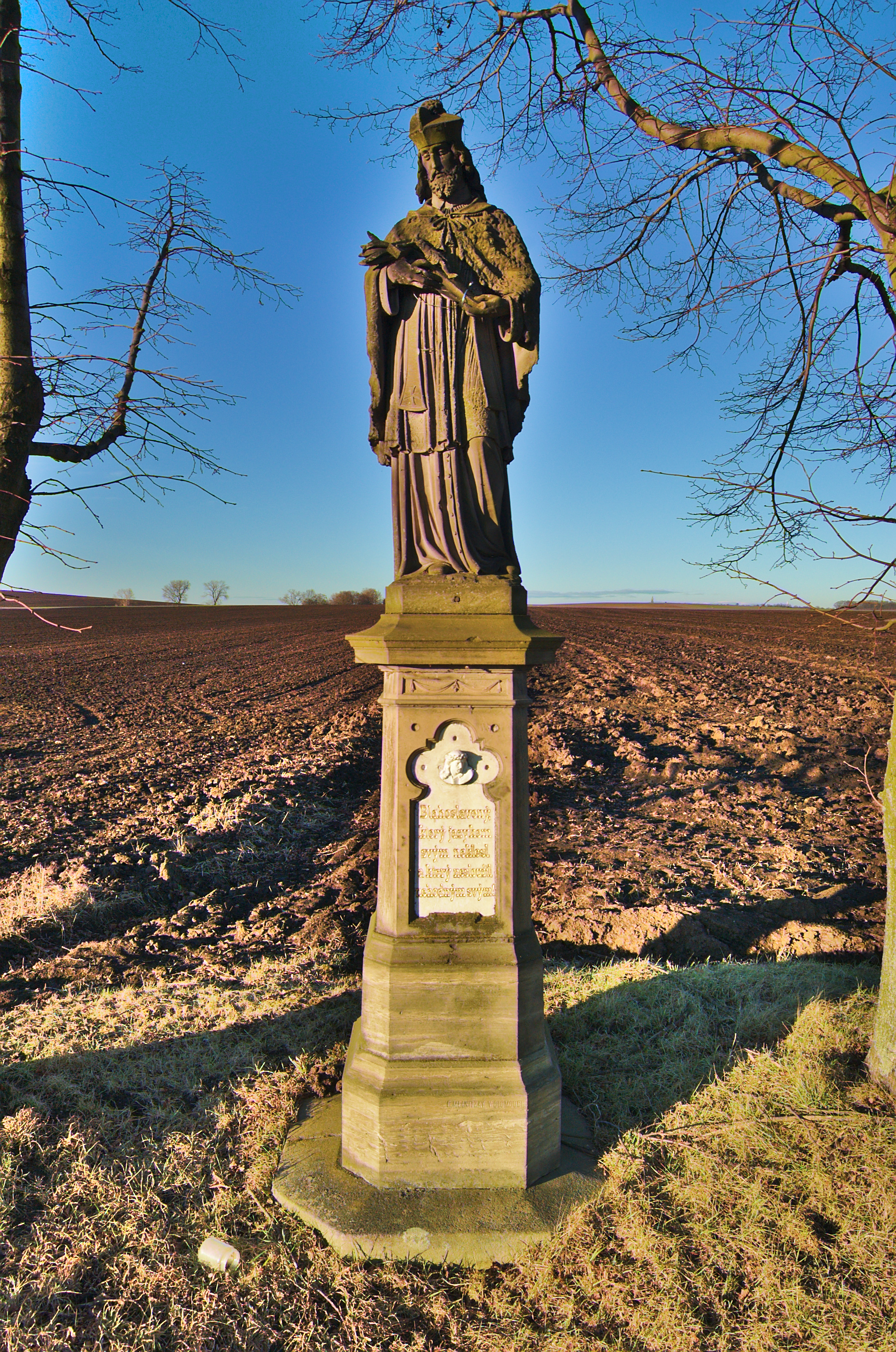
Socha u silnice na Olomouc
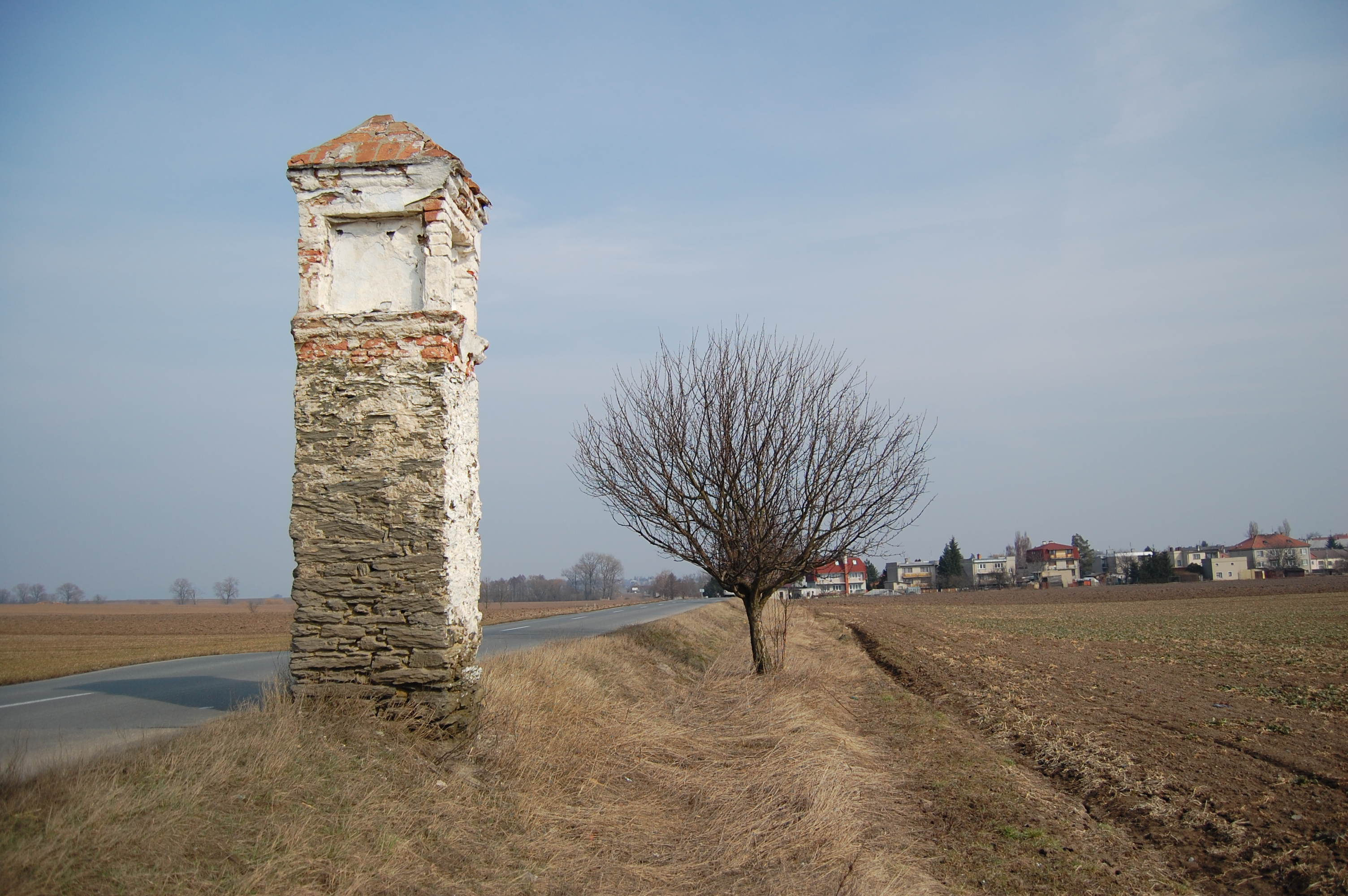
Boží muka u silnice mezi obcemi Ústín a Topolany
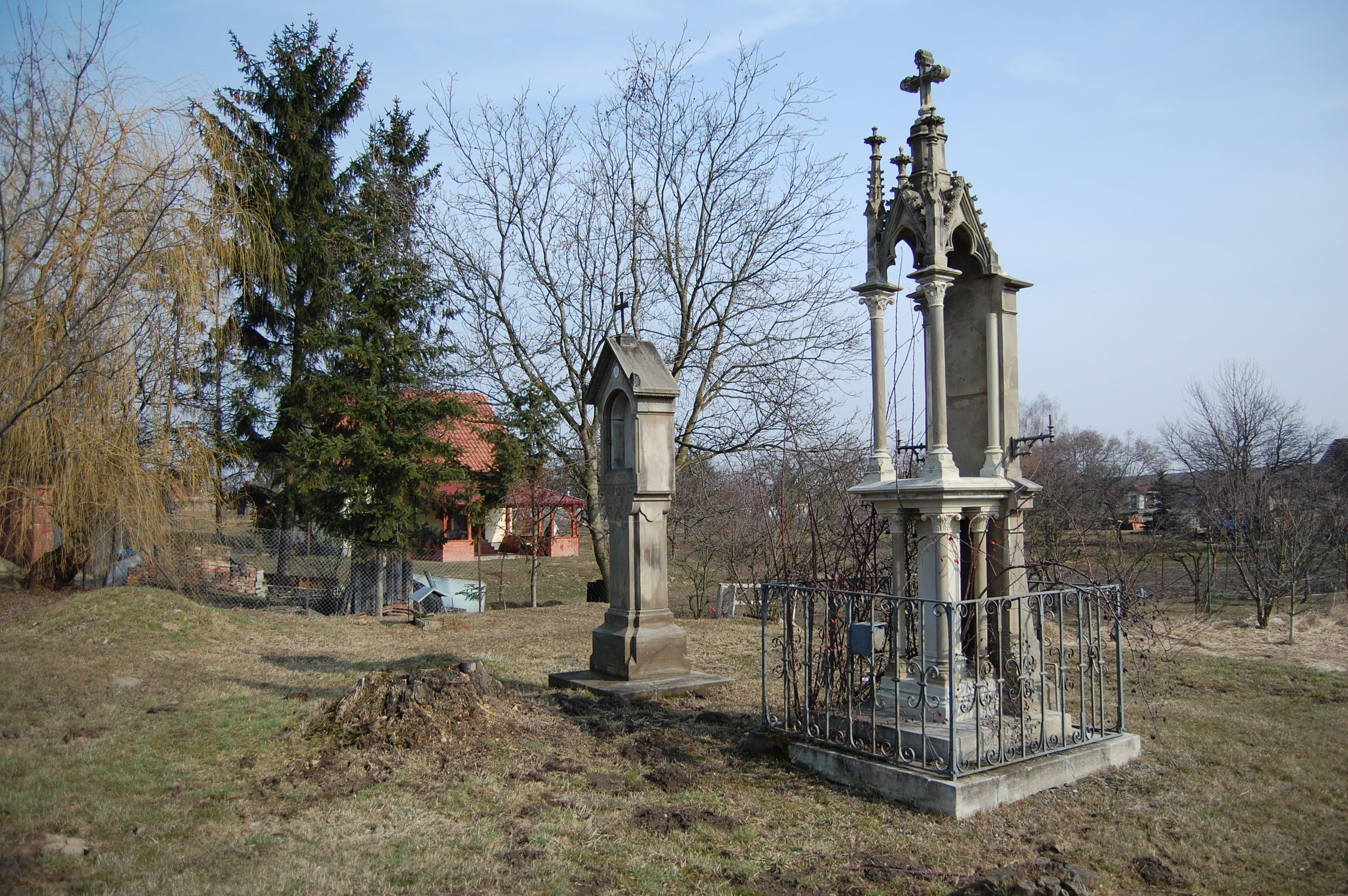
Boží muka
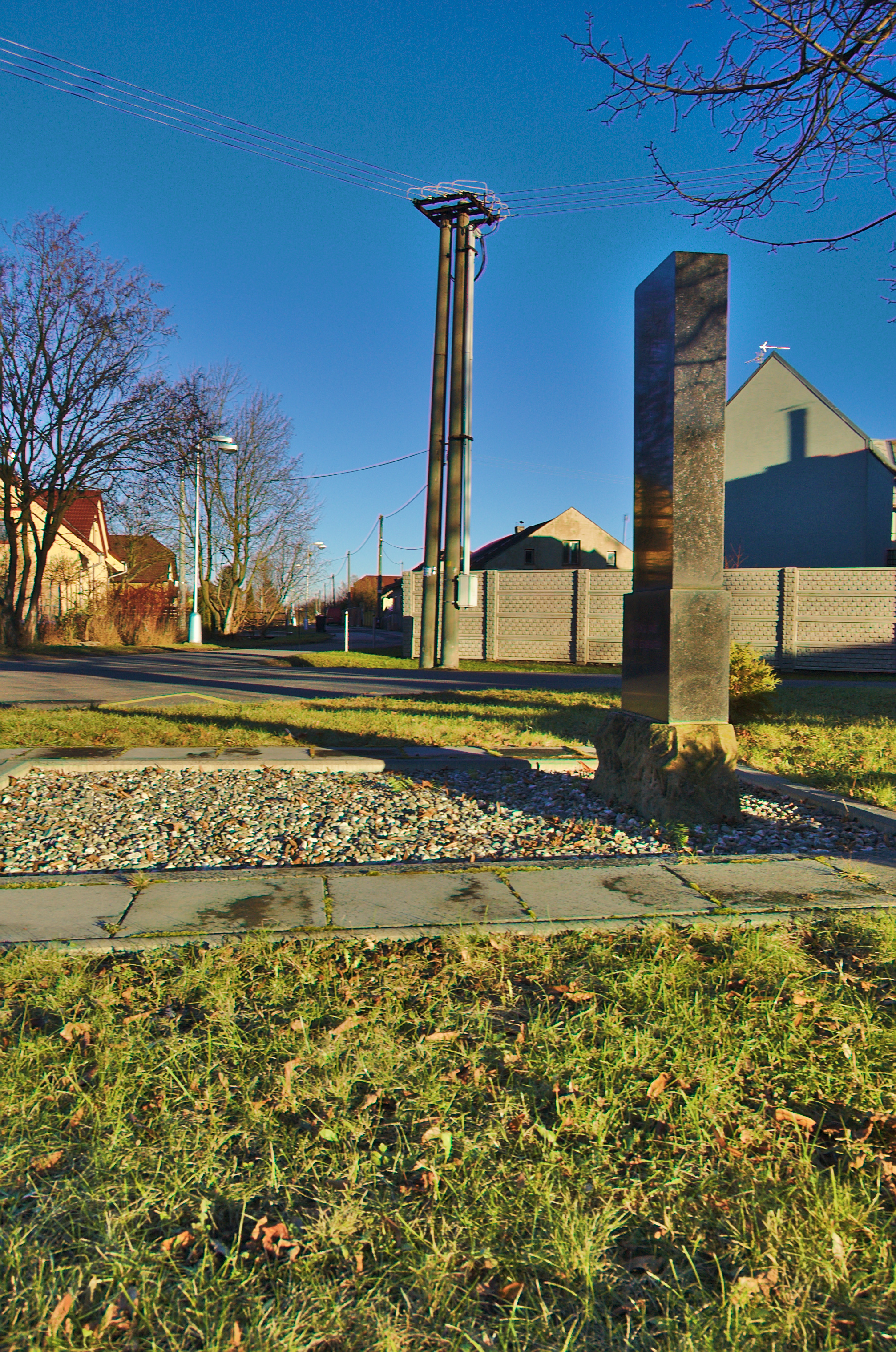
Památník osvobození Československa